# Liste der Einträge im National Register of Historic Places im Sauk County

Lage des Sauk County in Wisconsin

Die Liste der Registered Historic Places im Sauk County in Wisconsin führt alle Bauwerke und historischen Stätten im Sauk County auf, die in das National Register of Historic Places aufgenommen wurden.

## Legende
| NRHP | Historic Place                      |
| HD   | Historic District                   |
| NHLD | National Historic Landmark District |

## Aktuelle Einträge
| [ 2 ] | Name                                                   | Bild                                                   | Eintragsdatum        | Lage | Ort                 | Beschreibung |
| ----- | ------------------------------------------------------ | ------------------------------------------------------ | -------------------- | --- | ------------------- | --- |
| 1     | Baraboo Public Library                                 | Baraboo Public Library                                 | 1981 ID-Nr. 81000058 | 230 4th Avenue 43° 28′ 16″ N, 89° 44′ 44″ W                                                                                        | Baraboo             | 1903 im neoklassizistischen Stil errichtete Carnegie-Bibliothek |
| 2     | Chicago and North Western Depot                        | Chicago and North Western Depot                        | 1984 ID-Nr. 84000639 | 240 Railroad St. 43° 31′ 49″ N, 90° 0′ 27″ W                                                                                       | Reedsburg           | 1905 im neoklassizistischen Stil errichtetes Bahnhofsgebäude der früheren Chicago and North Western Railway (C&NW)                                                          |
| 3     | City Hotel                                             | City Hotel                                             | 1984 ID-Nr. 84000642 | 125 Main Street 43° 31′ 57″ N, 90° 0′ 33″ W                                                                                        | Reedsburg           | 1886 im Second-Empire-Stil aus roten Backsteinen errichtetes Hotel |
| 4     | William Clark House                                    | William Clark House                                    | 1980 ID-Nr. 80000193 | 320 Walnut Street 43° 27′ 48″ N, 89° 44′ 27″ W                                                                                     | Baraboo             | Mitte des 19. Jahrhunderts im Second-Empire-Stil errichtetes Wohnhaus von William Clark, einem Ingenieur der C&NW                                                           |
| 5     | J. W. Corwith Livery                                   | J. W. Corwith Livery                                   | 2004 ID-Nr. 84004018 | 121 South Webb Avenue 43° 31′ 54″ N, 90° 0′ 34″ W                                                                                  | Reedsburg           | 1911 errichtetes Hotel mit Ausleihstation für Pferde und Wagen |
| 6     | August W. Derleth House                                | August W. Derleth House                                | 1991 ID-Nr. 91000468 | S10431a Lueders Road 43° 16′ 0″ N, 89° 44′ 17″ W                                                                                   | Sauk City           | 1939 im Stil der Moderne errichtetes Wohnhaus des Schriftstellers und Verlegers August Derleth                                                                              |
| 7     | Durst-Bloedau Site                                     | Durst-Bloedau Site                                     | 1978 ID-Nr. 78000137 | nördlich von Leland Adresse nicht veröffentlicht                                                                                   | Leland              | Archäologische Fundstätte |
| 8     | Freethinkers' Hall                                     | Freethinkers' Hall                                     | 1988 ID-Nr. 88000237 | 309 Polk Street 43° 16′ 34″ N, 89° 43′ 28″ W                                                                                       | Sauk City           | 1884 im Queen-Anne-Stil errichtetes Versammlungshaus des örtlichen Freidenkervereins                                                                                        |
| 9     | Gust Brothers' Store                                   | Gust Brothers' Store                                   | 2002 ID-Nr. 02000834 | 101 4th Street 43° 28′ 16″ N, 89° 44′ 32″ W                                                                                        | Baraboo             | 1877 aus Kalksteinen im Italianate-Stil errichtetes Geschäftshaus |
| 10    | Edward M. Hackett House                                | Edward M. Hackett House                                | 1984 ID-Nr. 84000644 | 612 East Main Street 43° 31′ 56″ N, 90° 0′ 8″ W                                                                                    | Reedsburg           | 1877–1878 im neugotischen Stil errichtetes Wohnhaus des Unternehmers Edward M. Hackett                                                                                      |
| 11    | Otto Sr. and Lisette Hahn House                        | Otto Sr. and Lisette Hahn House                        | 2012 ID-Nr. 11001015 | 626 Water Street 43° 16′ 25,6″ N, 89° 43′ 12,6″ W                                                                                  | Sauk City           | 1856 aus roten Backsteinen errichtetes Wohnhaus |
| 12    | Abner L. Harris House                                  | Abner L. Harris House                                  | 1984 ID-Nr. 84000649 | 226 North Pine Street 43° 31′ 58″ N, 90° 0′ 13″ W                                                                                  | Reedsburg           | 1873 im Second-Empire-Stil errichtetes dreistöckiges Wohnhaus des Unternehmers und Bürgermeisters Abner L. Harris                                                           |
| 13    | Honey Creek Swiss Rural Historic District              | Honey Creek Swiss Rural Historic District              | 1990 ID-Nr. 89000484 | County Road PF 43° 18′ 10″ N, 89° 51′ 8″ W                                                                                         | Town of Honey Creek | Von Schweizer Einwanderern aus Graubünden 1842 besiedeltes ländliches Gebiet, wo noch einige charakteristische Steinbauten mit Holzfachwerk erhalten sind                   |
| 14    | Hulburt Creek Garden Beds                              | Hulburt Creek Garden Beds                              | 1991 ID-Nr. 91000958 | Birchwood Road Adresse nicht veröffentlicht                                                                                        | Town of Delton      | Überreste von Gartenbeeten aus präkolumbischer Zeit (um das Jahr 1000) |
| 15    | Island Woolen Company Office Building                  | Island Woolen Company Office Building                  | 2011 ID-Nr. 11000559 | 900 2nd Avenue 43° 28′ 10″ N, 89° 45′ 24″ W                                                                                        | Baraboo             | 1917–1918 im Stil der Prairie Houses errichtetes Verwaltungsgebäude der früheren Island Woolen Company; einziges erhaltenes Gebäude der Firma                               |
| 16    | Lachmund Family House                                  | Lachmund Family House                                  | 2000 ID-Nr. 00000257 | 717 Water Street 43° 16′ 22″ N, 89° 43′ 16″ W                                                                                      | Sauk City           | 1861 in einem Stilmix aus Neugotik und Queen-Anne-Stil errichtetes Wohnhaus der Unternehmerfamilie Lachmund                                                                 |
| 17    | Aldo Leopold Shack                                     | Aldo Leopold Shack                                     | 1978 ID-Nr. 78000082 | zwischen Levee Road und Wisconsin River 43° 33′ 46″ N, 89° 39′ 33″ W                                                               | Town of Fairfield   | Frühere Hühnerfarm, wo der Forstwissenschaftler, Wildbiologe, Jäger und Ökologe Aldo Leopold sein Werk Sand County Almanac (dt., gekürzt: Am Anfang war die Erde) verfasste |
| 18    | Main Street Commercial Historic District               | Main Street Commercial Historic District               | 1984 ID-Nr. 84000654 | Abgegrenzt durch North Park Street, South Park Street, North Walnut Street und South Walnut Street 43° 31′ 57″ N, 90° 0′ 25″ W     | Reedsburg           | 21 in verschiedenen Baustilen in der zweiten Hälfte des 19. Jahrhunderts und der ersten Hälfte des 20. Jahrhunderts errichtete Geschäftshäuser                              |
| 19    | Man Mound                                              | Man Mound                                              | 1978 ID-Nr. 78000138 | Man Mound Road 43° 29′ 19″ N, 89° 40′ 15″ W                                                                                        | Town of Greenfield  | Effigy Mound aus der späten Woodland-Periode mit einer menschlichen Darstellung                                                                                             |
| 20    | Manchester Street Bridge                               | Manchester Street Bridge                               | 1988 ID-Nr. 88002005 | Ochsner Park 43° 28′ 13″ N, 89° 45′ 21″ W                                                                                          | Baraboo             | 1884 errichtete Kamelrücken-Fachwerkbrücke |
| 21    | Marshall Memorial Hall                                 | Marshall Memorial Hall                                 | 1993 ID-Nr. 93000264 | 30 Wisconsin Dells Parkway South 43° 35′ 20″ N, 89° 47′ 37″ W                                                                      | Lake Delton         | 1928 im Georgian Revival genannten Baustil errichtetes Versammlungs- und Veranstaltungsgebäude; auch als Rathaus genutzt                                                    |
| 22    | Merrimac Ferry                                         | Merrimac Ferry                                         | 1974 ID-Nr. 74000330 | Fähre des WIS 113 über den Wisconsin River 43° 22′ 5″ N, 89° 37′ 26″ W                                                             | Merrimac            | Seit 1844 betriebene Fähre über den Wisconsin River; auch heute noch als Autofähre in Betrieb                                                                               |
| 23    | Our Lady of Loretto Roman Catholic Church and Cemetery | Our Lady of Loretto Roman Catholic Church and Cemetery | 1990 ID-Nr. 90000378 | County Highway C 43° 21′ 3″ N, 89° 54′ 17″ W                                                                                       | Town of Honey Creek | 1880 im neugotischen Stil errichtete katholische Kirche deutscher und irischer Einwanderer                                                                                  |
| 24    | Park Street Historic District                          | Park Street Historic District                          | 1984 ID-Nr. 84000656 | An der North Park Street; abgegrenzt durch 6th Street, Locust Street, North Pine Street und Main Street 43° 32′ 4″ N, 90° 0′ 20″ W | Reedsburg           | Wohnviertel mit 45 Gebäuden verschiedener Baustile |
| 25    | Seth Peterson Cottage                                  | Seth Peterson Cottage                                  | 1981 ID-Nr. 81000059 | Dell Avenue 43° 33′ 47″ N, 89° 49′ 30″ W                                                                                           | Lake Delton         | 1958 nach einem Entwurf des Architekten Frank Lloyd Wright errichtete Hütte im Mirror Lake State Park                                                                       |
| 26    | Point of Rocks                                         | Point of Rocks                                         | 2010 ID-Nr. 10000345 | U.S. Highway 12 43° 26′ 9″ N, 89° 46′ 22″ W                                                                                        | Baraboo             | Einer der Quarzitblöcke, die von Geologen der University of Wisconsin zur Entwicklung von Theorien über geologische Strukturen dienen                                       |
| 27    | Walworth D. Porter Duplex Residence                    | Walworth D. Porter Duplex Residence                    | 1996 ID-Nr. 96001053 | 221-225 7th Street 43° 28′ 27″ N, 89° 44′ 22″ W                                                                                    | Baraboo             | 1894 im Queen-Anne-Stil errichtetes Doppelhaus |
| 28    | Raddatz Rockshelter                                    | Raddatz Rockshelter                                    | 1978 ID-Nr. 78000139 | Am County Highway C im Natural Bridge State Park 43° 20′ 53,1″ N, 89° 55′ 53,2″ W                                                  | Town of Honey Creek | Fundstätte mit 6000 bis 7000 Jahre alten Artefakten |
| 29    | Reedsburg Brewery                                      | Reedsburg Brewery                                      | 1984 ID-Nr. 84000661 | 401 North Walnut Street 43° 32′ 9″ N, 90° 0′ 30″ W                                                                                 | Reedsburg           | 1905 errichtete Brauerei; heute Apartments |
| 30    | Reedsburg Post Office                                  | Reedsburg Post Office                                  | 2000 ID-Nr. 00001240 | 215 North Walnut Street 43° 32′ 1″ N, 90° 0′ 30″ W                                                                                 | Reedsburg           | 1937 errichtetes Postamt |
| 31    | Reedsburg Woolen Mill Office                           | Reedsburg Woolen Mill Office                           | 1984 ID-Nr. 84000664 | 26 Main Street 43° 31′ 56″ N, 90° 0′ 40″ W                                                                                         | Reedsburg           | Büro des Textilbetriebes Reedsburg Woolen Mill, der von 1881 bis 1967 in Betrieb war                                                                                        |
| 32    | Rest Haven Motel                                       | Rest Haven Motel                                       | 2011 ID-Nr. 11000478 | E5116 US 14 43° 11′ 8″ N, 90° 3′ 47″ W                                                                                             | Spring Green        | 1952 nach einem Entwurf des Architekten Jesse Caraway errichtetes Motel; Caraway war ein Schüler von Frank Lloyd Wright, der den Usonia-Stil entwickelte                    |
| 33    | William Riggert House                                  | William Riggert House                                  | 1984 ID-Nr. 84000666 | 547 South Park Street 43° 31′ 35″ N, 90° 0′ 22″ W                                                                                  | Reedsburg           | 1892 im Queen-Anne-Stil errichtetes Wohnhaus des Bankiers William Riggert                                                                                                   |
| 34    | Ringling Brothers Circus Headquarters                  | Ringling Brothers Circus Headquarters                  | 1969 ID-Nr. 69000032 | Abgegrenzt durch Water Street, Brian Street, Lynn Street und East Street 43° 28′ 1,9″ N, 89° 44′ 20,6″ W                           | Baraboo             | Früheres Winterquartier des Zirkus Ringling Brothers (heute Teil von Ringling Bros. and Barnum & Bailey Circus) und Zirkusmuseum                                            |
| 35    | Al. Ringling Theatre                                   | Al. Ringling Theatre                                   | 1976 ID-Nr. 76000202 | 136 4th Avenue 43° 28′ 16″ N, 89° 44′ 37″ W                                                                                        | Baraboo             | 1915 im Beaux-Arts-Stil errichtetes Theater und Kino; Geschenk an die Stadt Baraboo von Albert Ringling, dem ältesten der Gebrüder Ringling                                 |
| 36    | Albrecht C. Ringling House                             | Albrecht C. Ringling House                             | 1976 ID-Nr. 76000079 | 623 Broadway 43° 28′ 25″ N, 89° 44′ 41″ W                                                                                          | Baraboo             | 1905 im neuromanischen Stil errichtetes Wohnhaus der Brüder Albrecht und Lou Ringling                                                                                       |
| 37    | Charles Ringling House                                 | Charles Ringling House                                 | 1997 ID-Nr. 97000268 | 201 8th Street 43° 28′ 30″ N, 89° 44′ 24″ W                                                                                        | Baraboo             | Im Jahr 1900 errichtetes Wohnhaus von Charles Edward Ringling, einem der Ringling-Brüder                                                                                    |
| 38    | Salem Evangelical Church                               | Salem Evangelical Church                               | 1988 ID-Nr. 86003576 | County Road PF Ecke Church Road 43° 17′ 59″ N, 89° 50′ 30″ W                                                                       | Town of Honey Creek | 1875 im neugotischen Stil errichtete Kirche |
| 39    | Sauk City Fire Station                                 | Sauk City Fire Station                                 | 1999 ID-Nr. 99000920 | 717 John Adams Street 43° 16′ 14″ N, 89° 43′ 23″ W                                                                                 | Sauk City           | 1889 errichtetes Feuerwehrhaus, das 1894 um den Turm erweitert wurde; auch als Rathaus genutzt                                                                              |
| 40    | Sauk City High School                                  | Sauk City High School                                  | 1989 ID-Nr. 89000071 | 713 Madison Street 43° 16′ 22″ N, 89° 43′ 33″ W                                                                                    | Sauk City           | 1916 aus Backsteinen errichtetes Schulgebäude |
| 41    | Sauk County Courthouse                                 | Sauk County Courthouse                                 | 1982 ID-Nr. 82000711 | 515 Oak Street 43° 28′ 13″ N, 89° 44′ 35″ W                                                                                        | Baraboo             | 1905 im neoklassizistischen Stil errichtetes Justiz- und Verwaltungsgebäude des Sauk Countys                                                                                |
| 42    | Seven Gables                                           | Seven Gables                                           | 1978 ID-Nr. 78000140 | 215 6th Street 43° 28′ 23″ N, 89° 44′ 23″ W                                                                                        | Baraboo             | 1860 im Stil der Carpenter Gothic errichtetes Wohnhaus des Bankiers Terrell Thomas                                                                                          |
| 43    | State Bank of Spring Green                             | State Bank of Spring Green                             | 2010 ID-Nr. 10000463 | 134 West Jefferson Street 43° 10′ 36″ N, 90° 4′ 8″ W                                                                               | Spring Green        | 1915 im neoklassizistischen Stil errichtetes Bankgebäude mit Terrakottaelementen an der Fassade                                                                             |
| 44    | Steam Locomotive #1385                                 | Steam Locomotive #1385                                 | 2000 ID-Nr. 00000524 | E8948 Diamond Hill Rd. 43° 27′ 31″ N, 89° 52′ 29″ W                                                                                | North Freedom       | 1907 gebaute Lokomotive; einzige noch betriebsbereite Dampflok der früheren C&NW                                                                                            |
| 45    | William Stolte, Jr., House                             | William Stolte, Jr., House                             | 1984 ID-Nr. 84000667 | 432 South Walnut Street 43° 31′ 44″ N, 90° 0′ 30″ W                                                                                | Reedsburg           | 1899 im Queen-Anne-Stil errichtetes Wohnhaus |
| 46    | William Stolte, Sr., House                             | William Stolte, Sr., House                             | 1984 ID-Nr. 84000670 | 444 South Walnut Street 43° 31′ 43″ N, 90° 0′ 30″ W                                                                                | Reedsburg           | In den 1880er Jahren errichtetes Wohnhaus |
| 47    | Thompson House Hotel                                   | Thompson House Hotel                                   | 1997 ID-Nr. 97001583 | 200 Ash Street 43° 28′ 2″ N, 89° 44′ 24″ W                                                                                         | Baraboo             | Um 1890 im Italianate-Stil errichtetes Hotel in Bahnhofsnähe |
| 48    | Tripp Memorial Library and Hall                        | Tripp Memorial Library and Hall                        | 1981 ID-Nr. 81000060 | 565 Water Street 43° 17′ 29″ N, 89° 43′ 17″ W                                                                                      | Prairie du Sac      | 1913 im neoklassizistischen Stil errichtete Bibliothek; gestiftet von dem Bankier und Anwalt J. S. Tripp                                                                    |
| 49    | A.G. Tuttle Estate                                     | A.G. Tuttle Estate                                     | 1980 ID-Nr. 80000194 | North Elizabeth Street 43° 29′ 0″ N, 89° 43′ 59″ W                                                                                 | Baraboo             | 1869 im neugotischen Stil errichtetes Anwesen |
| 50    | Van Hise Rock                                          | Van Hise Rock                                          | 1997 ID-Nr. 97001267 | WIS 136 43° 29′ 22″ N, 89° 54′ 55″ W                                                                                               | Rock Springs        | Nach dem Geologen Charles R. Van Hise benannter Felsen; Anschauungsstück im Bereich der Strukturgeologie der University of Wisconsin–Madison; seit 1997 als NHL registriert |
| 51    | Jacob Van Orden House                                  | Jacob Van Orden House                                  | 1996 ID-Nr. 96000988 | 531 4th Avenue 43° 28′ 15″ N, 89° 45′ 6″ W                                                                                         | Baraboo             | 1903 im Tudor-Revival-Stil errichtetes Wohnhaus des Bankiers Jacob van Orden; heute Museum                                                                                  |